# Abursã Artaxirufre
Abursã Artaxirufre (em grego clássico: Αβουρσαμ Αρταξιρουφρ; romaniz.: Abursam Artaxirouphr) ou Abursã Ardaxir-Far (em persa médio: ’pwrs’n ZY ’rthštrprry;  em parta: ’pwrs’m ’rthštrpry) foi um oficial sassânida do século III, ativo sob o xá Artaxer I (r. 224–242). Ao que parece pelas inscrições e referências islâmicas posteriores, foi um dos mais elevados oficiais na corte e importante seguidor de Artaxer em suas guerras para derrubar a dinastia reinante do Império Parta. Alega-se que teve papel central no nascimento de Sapor I (r. 240–270), filho e sucessor de seu senhor.

## Nome
Abursã é a forma grega (em grego: Αβουρσαμ, Aboursam) do persa médio Apursã (em persa médio: ‘pwrs‘n, Apursām). Foi registrado em armênio como Apresã (Ապրսամ, Aprsam) e georgiano como Apre-Sami (აპრ-სამი, Ap’r-sami). Hračʻya Ačaṙyan propôs que possa estar associado ao termo *apursām, "bálsamo", que poderia ter sido recebido de empréstimo do assírio apūrsāmā.

## Vida

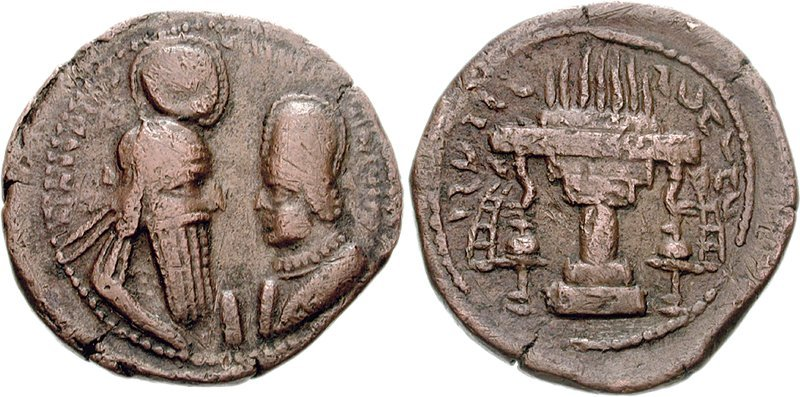
Moeda de cobre de Artaxer e Abursã

As origens de Abursã são desconhecidas. De acordo com Tabari, foi um oficial de alto escalão do futuro xá Artaxer I que serviu como seu principal ministro (grão-framadar) e argapetes após a conquista de Estacar. Esta alegação, contudo, é atualmente refutada, pois outro indivíduo chamado Pabeco ocupou tal posição sobre Artaxer e Sapor I (r. 240–270). A ele foi atribuída a derrota do rei de Avaz, que foi enviado contra Artaxer pelo xá Artabano IV (r. 213–224). No Feitos do Divino Sapor, aparece na 15.ª posição entre os trinta e um dignitários da corte e é registrado que utilizava o título de Artaxirufre / Ardaxir-Far. Estudos recentes têm sugerido que ele deve ser a figura sem barba que aparece atrás de Artaxer em seus baixos-relevos em Naquexe e Rajabe, Firuzabade e Naquexe e Rustã. Abu Hanifa de Dinavar afirmou que, por sua lealdade ao xá, recebeu a honra de ser representado nos dracmas e carpetes. Sendo o caso, foi proposto que parte da cunhagem conhecida de Artaxer na qual há dois bustos se entreolhando, sendo que um deles é de um homem sem barba, seja parte das moedas aludidas por Dinavar. Anteriormente, a figura sem barba foi erroneamente identificada como sendo Sapor I. O fato de sempre ser registrado sem barba parece confirmar as alegações de fontes muçulmanas posteriores de que era um eunuco. Algumas destas fontes colocam que ele era mobede (sumo sacerdote). Por fim, algumas fontes ainda citam a anedota pouco credível na qual Artaxer, Abursã e Sapor teriam decidido se converter ao cristianismo, mas decidiram se reconverter ao zoroastrismo pelo risco de revolta da aristocracia.

### Nascimento de Sapor
Dinavar e Tabari afirmaram que Abursã foi responsável por salvar a vida de Sapor. Segundo relataram, recebeu ordens de executar a mãe do futuro xá por ela pertencer à dinastia arsácida que fora derrubada. A dama lhe contou que estava grávida de Artaxer, com quem teve intercurso sexual, e Abursã (ali chamado Harjande ibne Sã) confirmou a veracidade da alegação com as parteiras. A levou a uma cela subterrânea e então cortou sua própria genitália, colocou numa caixa e selou. Retornou ao rei e ele lhe perguntou, "O que você fez?" e Harjande respondeu: "Eu a consignei para as entranhas da terra" e entregou a Artaxer a caixa, pedindo que selasse com o seu selo pessoal e colocasse em seus tesouros; Artaxer assim o fez. Ela ficou com Harjande até dar a luz a seu filho. Ele não queria dar um nome inferior à sua posição, nem contar sobre suas origens até que fosse uma criança crescida e tivesse concluído sua educação e adquirido boas maneiras (adabe). Determinou as conjunções astrais no momento do nascimento e montou para ele seu horóscopo; ao fazê-lo descobriu que a criança seria rei, então decidiu lhe dar um nome que seria uma descrição e também um nome pessoal. Assim, chamou-o Sapor, que significa "filho do rei" (ibne Maleque). Segundo outros autores o futuro xá também foi batizado como Axabur ("filho de Ársaces"), em referência a linhagem de sua mãe. Tabari diz que por vários anos Artaxer não teve filhos e estava desesperado com a possibilidade de não ter descendentes. Harjande então teria se aproximado do rei e após breve conversa, pediu que Artaxer trouxesse a caixa que anos antes pediu que guardasse. Artaxer o fez e então a abriu. Dentro dela, além das genitálias cortadas, havia um documento no qual o homem explicava tudo o que fez.